# 鳥取県東部広域行政管理組合
鳥取県東部広域行政管理組合（とっとりけんとうぶこういきぎょうせいかんりくみあい、英語：East Tottori Prefecture Wide Area Administrative Management Association）は、鳥取県鳥取市・岩美町・若桜町・智頭町及び八頭町の1市4町が設立している一部事務組合。
現在の管理者は深澤義彦（鳥取市長）。

## 事務局
- 鳥取市鍛冶町18番地2

### 主な事務内容
- 鳥取県東部地域の広域的な地域振興に関する事務
- ごみ処理施設（清掃工場・最終処分場）・リサイクル施設の設置及び管理運営
- し尿処理施設の設置及び管理運営
- 火葬場の設置及び管理運営（智頭町を除く）
- 常備消防事務
- 休日歯科急患診療所に関する事務
- 介護保険に関する事務
- グラウンドゴルフ場の設置及び管理運営
- 鳥取県知事の権限に属する事務のうち、一部事務組合が処理することとされた事務。

### 沿革
- 1978年4月 鳥取市外五か町村伝染病隔離病舎組合・鳥取市外九か町村衛生施設組合・鳥取県東部広域行政管理組合・鳥取県東部霊場組合の4組合を統合し、鳥取県東部広域行政管理組合を設立。

### 組織
- 特別職：125人
  - 議会
    - 議員定数：18人（鳥取市：12人、岩美町：2人、若桜町：1人、智頭町：1人、八頭町：2人、関係市町の議員による互選）

  - 執行機関
    - 管理者：1人（鳥取市長）
    - 副管理者：5人（4人は鳥取市以外の関係町の長とし、1人は鳥取市副市長から選任）
    - 監査委員：2人
    - 介護認定審査会委員
    - 障害者自立支援審査会委員
    - 情報公開・個人情報保護審査会委員
- 一般職：313人
  - 事務局職員：25人
  - 消防局職員：288人
- 総務課
  - 庶務係
  - 企画係
- 生活環境課
  - 環境管理係
  - 建設推進室
- 福祉課
  - 認定審査係

### ごみ処理施設
- 鳥取県東部環境クリーンセンター（清掃工場・最終処分場）
  - 鳥取市伏野2220番地

### リサイクル施設
指定管理者制度により公益財団法人鳥取県東部環境管理公社に運営を委託している。
- リファーレンいなば（リサイクル施設）
  - 鳥取市伏野2220番地

### し尿処理施設
- 因幡浄苑（し尿処理施設）
  - 鳥取市秋里1037番地1
- コンポストセンターいなば（し尿処理施設）
  - 鳥取市伏野1612番地

### 火葬場
- 因幡霊場（火葬場）
  - 鳥取市八坂392番地7

### グラウンドゴルフ場
指定管理者制度により財団法人鳥取県東部環境管理公社に運営を委託している。
- 白兎グラウンドゴルフ場
  - 鳥取市伏野1611番地

### 休日急患歯科診療所
鳥取県東部歯科医師会の協力により運営されている。
- 休日急患歯科診療所
  - 鳥取市富安二丁目84番地（鳥取県東部歯科医師会内）

## 消防局

### 沿革
- 1978年5月　鳥取県東部広域行政管理組合に常備消防事務が追加される。
- 2006年4月　鳥取消防署に高度救助隊「スーパーレスキュー鳥取」を設置する。
- 2011年3月12日　東北地方太平洋沖地震に伴う東日本大震災に緊急消防援助隊を派遣した。

### 概要
- 本部住所：鳥取市吉成640番地1
- 消防局名称：鳥取県東部広域行政管理組合消防局
- 消防署5カ所、出張所6カ所、分遣所1カ所
- 主力機械
  - 普通消防ポンプ自動車：13台
  - 水槽付消防ポンプ自動車：11台
  - はしご付消防自動車：2台
  - 化学消防自動車：2台
  - 救急自動車：13台
  - 救助工作車：2台
  - 指揮車：7台
  - 支援車：1台
  - 広報車：9台
  - 連絡車：3台
  - 特殊災害車：1台
  - 資機材搬送車：1台
  - 人員輸送車：1台
  - 燃料補給車：1台

### 組織
- 庶務課
  - 庶務係
  - 管理係
- 警防課
  - 警備係
  - 救急救助係
  - 通信指令室
- 予防課
  - 予防係
  - 保安係
  - 調査係

### 消防署
| 消防署     | 住所                            | 出張所                                                                                                  | 分遣所                        |
| ---------- | ------------------------------- | --- | ----------------------------- |
| 鳥取消防署 | 鳥取市吉成640番地1              | 吉方：鳥取市吉方128番地 東町：鳥取市東町二丁目308番地                                                   | 国府：鳥取市国府町糸谷23番地1 |
| 湖山消防署 | 鳥取市湖山町北四丁目103番地     | なし | なし                          |
| 岩美消防署 | 鳥取県岩美郡岩美町]河崎272番地3 | なし | なし                          |
| 八頭消防署 | 鳥取市河原町山手48番地          | 智頭：鳥取県八頭郡智頭町市瀬1586番地1 若桜：鳥取県八頭郡若桜町若桜1284番地9 用瀬：鳥取市用瀬町別府96番1 | なし                          |
| 気高消防署 | 鳥取市気高町勝見436番地         | 青谷：鳥取市青谷町青谷4137番地11                                                                        | なし                          |